# Ramorino Glacier
Ramorino Glacier är en glaciär i Antarktis. Den ligger i Västantarktis. Chile gör anspråk på området. Ramorino Glacier ligger 2 162 meter över havet.
Terrängen runt Ramorino Glacier är kuperad åt nordost, men åt sydväst är den bergig. Trakten är obefolkad. Det finns inga samhällen i närheten. 